# SIAM Journal on Control and Optimization
SIAM Journal on Control and Optimization (ook SICON) is een internationaal, aan collegiale toetsing onderworpen wetenschappelijk tijdschrift op het gebied van de regeltechniek en de toegepaste wiskunde. De naam wordt in literatuurverwijzingen meestal afgekort tot SIAM J. Contr. Optim., terwijl informeel vaak de afkorting SICON gebruikt wordt. Het wordt uitgegeven door de Society for Industrial and Applied Mathematics.